# Dinochloa hirsuta
Dinochloa hirsuta är en gräsart som beskrevs av Soejatmi Dransfield. Dinochloa hirsuta ingår i släktet Dinochloa och familjen gräs. Inga underarter finns listade i Catalogue of Life.